# Piotr Bogdanow (1904–1942)
Piotr Grigorjewicz Bogdanow (ros. Пётр Григо́рьевич Богда́нов, ur. 26 stycznia 1904 w Ostrołęce, zm. 1942) – radziecki polityk, działacz partyjny.

## Życiorys
Urodził się w rodzinie rosyjskiego pracownika kolei. W 1915 skończył szkołę w Siedlcach i kursy ogólnokształcące w Smoleńsku, później został uczniem w warsztacie rzemieślniczym i pomocnikiem elektromontera w Smoleńsku. Od października 1918 służył w Armii Czerwonej jako pracownik działu zaopatrzenia sztabu Frontu Zachodniego, w 1919 wstąpił do Komsomołu, po demobilizacji w maju 1921 pracował jako elektromonter. W sierpniu 1922 został kandydatem, a w marcu 1923 członkiem RKP(b). Od października 1924 do lipca 1926 był sekretarzem odpowiedzialnym rejonowego komitetu Komsomołu w Smoleńsku, od lipca 1926 do czerwca 1927 sekretarzem odpowiedzialnym Komitetu Miejskiego i Powiatowego Komsomołu w Smoleńsku, od lipca 1927 do listopada 1928 sekretarzem odpowiedzialnym Komitetu Gminnego WKP(b) w Krasnym, a od listopada 1928 do sierpnia 1929 sekretarzem odpowiedzialnym Komitetu Rejonowego WKP(b) w Poczinoku. Od września 1929 do marca 1932 studiował na Wszechzwiązkowym Uniwersytecie Komunistycznym im. Stalina w Leningradzie, po czym został skierowany do Kazachskiej ASRR jako kierownik Sektora Przemysłowo-Transportowego Wschodniokazachstańskiego Komitetu Obwodowego WKP(b) i później I sekretarz Katon-Karagajskiego Komitetu Rejonowego WKP(b) w obwodzie wschodniokazachstańskim. Od listopada 1935 do sierpnia 1937 kierował Wydziałem Rolnym Wschodniokazachstańskiego Komitetu Obwodowego WKP(b)/Komunistycznej Partii (bolszewików) Kazachstanu, od sierpnia do października 1937 był III sekretarzem Wschodniokazachstańskiego Komitetu Obwodowego KP(b)K, a od października 1935 do maja 1937 p.o. I sekretarza Komitetu Obwodowego KP(b)K w Kustanaju. W 1937 został deputowanym do Rady Związku Rady Najwyższej ZSRR.
23 maja 1938 został aresztowany, 22 sierpnia 1938 usunięty z partii jako "zdemaskowany wróg ludu", a 26 października 1940 skazany na 8 lat łagru. Zmarł w trakcie odbywania kary. 15 października 1955 został pośmiertnie zrehabilitowany.